# Gurbantünggüt

Położenie pustyni Gurbantünggüt

Gurbantünggüt (chiń. upr. 古尔班通古特沙漠; chiń. trad. 古爾班通古特沙漠; pinyin Gǔ’ěrbāntōnggǔtè Shāmò) – piaszczysta pustynia położona w północno-zachodnich Chinach, w środkowej części Kotliny Dżungarskiej, na północ od miasta Urumczi. 
Pustynia zajmuje powierzchnię ok. 48 800 km² i leży na wysokości 300–600 m n.p.m. Występują tu wydmy osiągające do 25 m wysokości oraz liczne suche doliny, tzw. sajry. Pustynia leży w strefie skrajnie suchego klimatu umiarkowanego ciepłego kontynentalnego. Rozległe obniżenia na zachodzie takie jak Brama Dżungarska, Kotlina Zajsańska czy dolina rzeki Emin (Jemyl) umożliwiają napływ wilgotnego powietrza nad obszar pustyni, które zapewnia opady (70–150 mm rocznie; największe opady mają miejsce w okresie wiosennym) powodujące, że górna warstwa piasku utrzymuje odpowiednią wilgotność, przez co możliwy jest rozwój ponad 300 gatunków roślin, głównie psammofitów, halofitów i roślin efemerycznych pełniących funkcję stabilizacyjną dla wydm. Warstwa glebowa występuje na ok. 30% powierzchni pustyni, głównie w części południowej.